# Skiti tis Agias Annas
Die Skiti tis Agias Annis (griechisch Σκήτη της Αγίας Άννης) ist eine Skite auf der Südwestseite des Berges Athos, eine halbe Stunde von Nea Skiti und eine Stunde vom Kloster Agiou Pavlou entfernt. Es gehört zum Kloster Megisti Lavra und sein Festtag ist der Mutter Marias, Agia Anna, gewidmet. Im Jahr 1686 weihte Mattheos (Ματθαίος), der geistige Vater des Woiwoden Sherban Kandakouzinos (1678–88, Σερμπάν Καντακουζηνού) und Erbauer der Agios-Georgios-Kellia in Provata die Skite. In der Skite leben 85 Mönche, die neben ihrer Arbeit auch Fischfang und Gartenarbeit betreiben. Die Ältesten beschäftigen sich mit Hagiographie, Holzschnitzerei, Weihrauchherstellung und kleinen Kunsthandwerken.
Zur Einsiedelei gehört auch die Kleine Skiti der Agia Anna ().
In der Einsiedelei von Agia Anna wird das hohepriesterliche Phelonion (Mantel) des Chrysostomos Kalafatis von Smyrna aufbewahrt.

## Kellia
Kellia:
- Genniseos Christou (Γεννήσεως Χριστού – Geburt Christi)
- Agios Efstathiou (Αγίου Ευσταθίου, Ruine)
- Genniseos Theotokou (Гεννήσεως Θεοτόκου – Geburt der Jungfrau)
- Ypapantis tou Sotiros (Υπαπαντής του Σωτήρος – Darstellung des Herrn)
- Agion Archangelon (Αγίων Αρχαγγέλων – Den Heiligen Erzengeln)
- Agion Dodeka Apostolon (Αγίωv Δώδεκα Αποστόλων – Den Heiligen zwölf Aposteln)
- Agion Ioannou tou Theologou (Αγίου Ιωάννου του Θεολόγου – Der heilige Johannes der Theologe, Ruine)
- Agii Anargyron (Αγίων Αναργύρων – Den Heiligen Geldverächtern)
- Agiou Georgiou „Kartsonaion“ (Αγίου Γεωργίου «Καρτσωναίων»)
- Agiou Seraphim Fanariou (Αγίου Σεραφείμ Φαναριού)
- Agiou Antoniou (Αγίου Αντωνίου)
- Agias Triados (Αγίας Τριάδος – Heilige Dreifaltigkeit)
- Agion Archangelon (Αγίων Αρχαγγέλων – Den Heiligen Erzengeln)
- Genniseos Theotoku (Гεννήσεως Θεοτόκου – Geburt der Jungfrau)
- Isodion Theotoku „Theofileon“ (Εισοδίων Θεοτόκου «Θεοφιλαίων» –  Tempelgang der Gottesgebärerin „Theofilaion“)
- Zoodochou Pigis (Ζωοδόχου Πηγής – Lebenspendender Brunnen)
- Ergastospito (Εργατόσπιτο – Werkstatt)
- Agiou Ioannou tou Chrysostomou (Αγίου Ιωάννου του Χρυσοστόμου – Dem heiligen Johannes Chrysostomus)
- Ypapantis tou Christou (Υπαπαντής του Χριστού – Darstellung des Herrn)
- Agio Dimitriou (Αγίου Δημητρίου, Ruine)
- Agias Triados (Αγίας Τριάδος – Heilige Dreifaltigkeit)
- Evangelismou (Ευαγγελισμού – Verkündigung)
- Metamorfoseos tou Christou „Tampaki“ (Μεταμορφώσεως του Χριστού «Ταμπάκη» – Verklärung Christi „Tambaki“)
- Analipseos (Αναλήψεως – Aufstieg)
- Evangelismou tis Theotokou (Ευαγγελισμού της Θεοτόκου – Verkündigung der Gottesgebärerin)
- Agiou Modestou kai Xharalmapous (Αγου Μοδέστου και Χαραλάμπους, Ruine)
- Kimiseos tis Theotokou (Κοιμήσεως της Θεοτόκου – Entschlafung der Gottesgebärerin)
- Isodion tis Theotokou (Εισοδίων της Θεοτόκου – Tempelgang der Gottesgebärerin)
- Trion Ierarchon (Τριών Ιεραρχών – Drei Hierarchen)
- Kimiseos tis Theotokou (Κοιμήσεως της Θεοτόκου – Entschlafung der Gottesgebärerin)
- Agiou Dimitriou (Αγίου Δημητρίου)
- Agion Panton „Volioton“ (Αγίων Πάντων «Βολιωτών» – Aller Heiligen „Volioton“)
- Kimiseos tis Theotokou (Κοιμήσεως της Θεοτόκου – Entschlafung der Gottesgebärerin)
- Ypsoseos Timiou Stavrou „Ananaion“ (Υψώσεως Τίμιου Σταυρού «Αναναίων» – Erhöhung des Heiligen Kreuzes „Ananion“)
- Kimiseos tis Theotokou (Κοιμήσεως της Θεοτόκου – Entschlafung der Gottesgebärerin)
- Apotomis Timiou Prodromou (Αποτομής Τιμίου Προδρόμου – Enthauptung des Heiligen Vorläufers)
- Agiou Panteleimonos (Αγίου Παντελεήμονος)
- Agiou Atemiou (Αγίου Αρτεμίου)
- Agion Archangellon (Αγίων Αρχαγγέλων)
- Apotomis Timiou Prodromou (Αποτομής Τιμίου Προδρόμου)
- Agiou Elevtheriou (Αγίου Ελευθερίου)